# Lasius balearicus
Lasius balearicus es una especie de hormigas endémicas de Mallorca (España).